# Abu Sadat Mohammad Sayem
Abu Sadat Mohammad Sayem (29 mars 1916 - 8 juillet 1997) était un juriste et homme d'État bangladais. Il a été le premier président de la Cour suprême du Bangladesh de 1972 à 1975. Il est devenu président du Bangladesh à la suite de contre-coups d'État en novembre 1975. Il a été nommé administrateur en chef de la loi martiale. Sayem présidait un cabinet dirigé par les trois chefs des forces armées. Ce cabinet comprenait des technocrates et des politiciens civils. Il a démissionné en avril 1977 pour des raisons de santé et a été remplacé par le président Ziaur Rahman.

## Biographie

### Jeunesse
Sayem est né le 29 mars 1916 dans le district de Rangpur, dans la présidence du Bengale, en Inde britannique. Il a fréquenté l'école du district de Rangpur et le Carmichael College (en). Il a ensuite fréquenté le Presidency College de Calcutta et obtenu un diplôme du University Law College de l'université de Calcutta.

### Carrière politique
Sayem a commencé à travailler comme avocat à la Haute Cour de Calcutta (en) en 1944. Après la partition de l'Inde en 1947, il s'est installé à Dacca, au Bengale oriental, au Pakistan. Il rejoint la nouvelle Haute Cour de Dacca. Il rejoint le cabinet d'avocats Sher-e-Bangla AK Fazlul Huq en tant qu'avocat junior. Il est élu secrétaire de la Dacca High Court Bar Association. Il est ensuite élu vice-président de l'association du barreau. Il était membre de l'Association des avocats du Pakistan oriental. Il sera élu secrétaire, secrétaire général et vice-président de l'Association des avocats du Pakistan oriental.
Sayem est également élu au conseil local de la Banque d'État du Pakistan. Il est nommé juge à la Haute Cour de Dacca le 3 juillet 1962. Il a fait partie de la commission d'enquête chargée de déterminer les causes de l'exode et de l'expulsion des membres de la communauté minoritaire en 1967. En 1970, il a été nommé à la Commission de délimitation responsable de la délimitation des circonscriptions parlementaires. Il est nommé à la Commission électorale.
En 1971, le Bangladesh devient un pays indépendant à la suite de la guerre de libération du Bangladesh. Le 12 janvier 1972, Sayem est nommé juge en chef de la Haute Cour du Bangladesh. Le 17 décembre 1972, il est nommé juge en chef du Bangladesh après la création de la Cour suprême du Bangladesh. Il rend le verdict dans l'importante affaire Berubari concernant l'échange d'enclaves entre le Bangladesh et l'Inde,.
Sayem assume la fonction de président et d'administrateur en chef de la loi martiale le 6 novembre 1975 à la suite du coup d'État du 3 novembre 1975 par le général de brigade Khaled Mosharraf. Le 29 novembre 1976, il se démet de ses fonctions d'administrateur en chef de la loi martiale et est remplacé par le major général Ziaur Rahman, chef d'état-major de l'armée. Le 21 avril 1977, il démissionne de la présidence du Bangladesh pour des raisons de santé. Le major général Ziaur Rahman lui succède à la présidence du Bangladesh,,.

### Mort
Il est décédé le 8 juillet 1997 à Dacca, au Bangladesh.